# S-(hidroksimetil)glutation dehidrogenaza
S-(hidroksimetil)glutation dehidrogenaza (EC 1.1.1.284, NAD-vezani formaldehid dehidrogenaza, formaldehidna dehidrogenaza, forminska dehidrogenaza, klasa III alkoholna dehidrogenaza, ADH3, chi-ADH, FDH, formaldehidna dehidrogenaza (glutation), GS-FDH, glutation-zavisna formaldehidna dehidrogenaza, NAD-zavisna formaldehidna dehidrogenaza, GD-FALDH, NAD- i glutation-zavisna formaldehidna dehidrogenaza) je enzim sa sistematskim imenom S-(hidroksimetil)glutation:NAD+ oksidoreduktaza. Ovaj enzim katalizuje sledeću hemijsku reakciju
-(hidroksimetil)glutation + NAD(P)+ {\displaystyle \rightleftharpoons } -formilglutation + +
Supstrat ovog enzima, S-(hidroksimetil)glutation, se spontano formira iz glutationa i formaldehida. Njegova brzina formiranja je povećana kod nekih bakterija presustvom EC 4.4.1.22, S-(hidroksimetil)glutation sintaze. Ovaj enzim formira deo metaboličkog puta kojim se detoksifikuje formaldehid, pošto je produkt hidrolizovan dejstvom EC 3.1.2.12, S-formilglutation hidrolaze. Ljudski enzim pripada familiji od cinka zavisnih alkoholnih dehidrogenaza.
Ovaj enzim takođe specifično redukuje S-nitrozilglutation.

## Literatura
- Jakoby, W.B. (1963). „Aldehyde dehydrogenases”.  Ур.: Boyer, P.D., Lardy, H.; Myrb; auml; ck, K. The Enzymes. 7 (2nd изд.). New York: Academic Press. стр. 203—221.
- Nicholas C. Price; Lewis Stevens (1999). Fundamentals of Enzymology: The Cell and Molecular Biology of Catalytic Proteins (Third изд.). USA: Oxford University Press. ISBN 019850229X.
- Eric J. Toone (2006). Advances in Enzymology and Related Areas of Molecular Biology, Protein Evolution (Volume 75 изд.). Wiley-Interscience. ISBN 0471205036.
- Branden C; Tooze J. Introduction to Protein Structure. New York, NY: Garland Publishing. ISBN 0-8153-2305-0.
- Irwin H. Segel. Enzyme Kinetics: Behavior and Analysis of Rapid Equilibrium and Steady-State Enzyme Systems (Book 44 изд.). Wiley Classics Library. ISBN 0471303097.
- William P. Jencks (1987). Catalysis in Chemistry and Enzymology. Dover Publications. ISBN 0486654605.

## Spoljašnje veze
- S-(hydroxymethyl)glutathione+dehydrogenase на 